# Julius Kaesdorf
Julius Kaesdorf (* 1914 in Bóly/Deutschbohl in Ungarn; † 1993 in Biberach an der Riß) war ein deutscher Maler.
Kaesdorf wuchs in Osijek/Esseg in Kroatien auf, studierte 1934–1938 Rechtswissenschaft in Zagreb/Agram. Er wurde 1940 von der kroatischen Armee eingezogen, kam 1942 in die Wehrmacht und geriet 1945 in amerikanische Gefangenschaft, aus der er 1948 nach Stuttgart entlassen wurde. Kurz darauf begann er zu malen. Er heiratete 1953 die Malerin Romane Holderried Kaesdorf. Seit 1958 arbeitete er im schwäbischen Biberach an der Riß als Rechtsanwalt und Maler.
Überregional bekannt wurde Kaesdorf durch seine Malerei: kleinformatige, zarte Ölbilder und Zeichnungen, die er meist mit hintergründigen, ironischen Titeln versah. Insgesamt schuf er etwa 1.000 Gemälde. 1986 erhielt er ein Ehrenstipendiuum der Villa Massimo und 1989 zusammen mit seiner Ehefrau den Oberschwäbischen Kunstpreis. Der Süddeutsche Rundfunk sendete 1983 ein Filmportrait über Kaesdorf unter dem Titel Ein ganz leises Fliegen in geringer Höhe über Weiß hinweg. Im Jahr 2013 widmete ihm das Musée d’art moderne et contemporain in Genf eine Ausstellung.